# 김태양 (2000년 3월)
김태양(한국 한자: 金太陽, 2000년 3월 2일 ~ )은 대한민국의 축구 선수로, 포지션은 골키퍼이다.